# Joseph Gottlieb Kölreuter
Joseph Gottlieb Kölreuter (27 d'abril de 1733 – 11 de novembre de 1806), també escrit Koelreuter o Kohlreuter, va ser un botànic alemany.
Kölreuter va néixer a Karlsruhe, Alemanya i era fill d'un farmacèutic, es cria a Sulz. Estudià medicina a la Universitat de Tubinga sota el metge i botànic Johann Georg Gmelin. Es va doctorar l'any 1755.
Treballà a Sant Petersburg de 1756 a 1761, i es traslladà a Sulz i el 1762 a Calw.
Kölreuter descriví moltes plantes i estudià el pol·len.
El gènere Koelreuteria rep el seu cognom.
Kölreuter morí a Karlsruhe, Alemanya.

## Obra
- Dissertatio inauguralis medica de insectis coleopteris, nec non de plantis quibusdam rarioribus... Tubingae: litteris Erhardianis (1755)
- Vorläufige Nachricht von einigen, das Geschlecht der Pflanzen betreffenden Versuchen (1761-1766)
- Das entdeckte Geheimniss der Cryptogamie (1777)